# Тёгринское сельское поселение
Тёгринское се́льское поселе́ние или муниципа́льное образова́ние «Тёгринское»— муниципальное образование  со статусом сельского поселения в Вельском муниципальном районе Архангельской области. 
Соответствует административно-территориальной единице в Вельском районе — Тёгринский сельсовет.
Административный центр — посёлок Тёгрозеро.

## География
Тёгринское сельское поселение располагается на северо-западе Вельского района. По территории поселения протекают реки: Суланда, Еглец, Канакша, Тегра. Самые крупные озёра: Канакшозеро, Тёгрозеро, Вересовое.
Территория муниципального образования граничит:
- на северо-востоке с Шенкурским районом
- на востоке с муниципальным образованием «Пуйское»
- на юге с муниципальным образованием «Липовское» и муниципальным образованием «Верхнешоношское»
- на западе с Няндомским районом

## История
Муниципальное образование было образовано в 2006 году.
В 1935—1939 годах в состав Ровдинского района был передан из Няндомского района Верхопуйский сельский совет.

## Население
| 2005 | 2010  | 2011  | 2012  | 2013  | 2014  | 2015 | 2016 | 2017 |
| ---- | ----- | ----- | ----- | ----- | ----- | ---- | ---- | ---- |
| 1985 | ↘1193 | ↘1189 | ↘1119 | ↘1049 | ↘1001 | ↘950 | ↘899 | ↘860 |
| 2018 | 2019  | 2020  | 2021  | 2023  |       |      |      |      |
| ↘844 | ↘809  | ↘753  | ↘616  | ↘570  |       |      |      |      |

## Состав сельского поселения
| № | Населённый пункт | Тип населённого пункта          | Население |
| - | ---------------- | ------------------------------- | --------- |
| 1 | Верхопуйский     | посёлок                         | →394      |
| 2 | Тёгро-Озеро      | посёлок, административный центр | →1160     |